# Арон Рамсдејл
Арон Кристофер Рамсдејл (енгл. Aaron Christopher Ramsdale; 14. мај 1998) енглески је фудбалер који игра на позицији голмана. Тренутно наступа за Саутемптон и репрезентацију Енглеске.

## Клупска каријера

### Шефилд јунајтед
Неколико година је био члан омладинске школе Шефилд јунајтеда, а потом је провео сезону и по у сениорском тиму. Одиграо је две утакмице у ФА купу у сезони 2016/17.

### Борнмут и позајмице
Дана 31. јануара 2017. године потписао је уговор са Борнмутом, али је дебитовао тек 21. новембра 2019. пошто је у међувремену био на позајмицама Честерфилду и Вимблдону. Обе су биле дужине од по пола сезоне. Рамсдејл се усталио у стартној постави због забележених добрих партија у Борнмуту, па је због тога изабран за играча сезоне од стране навијача клуба.

### Повратак у Шефилд јунајтед
Дана 19. августа 2020. године вратио се у Шефилд јунајтед. На крају сезоне је добио признања за играча сезоне и за младог играча сезоне између осталог и због тога што је одиграо сваку лигашку утакмицу.

### Арсенал
Дана 20. августа 2021. године Рамсдејл је потписао уговор са Арсеналом. Дебитовао је у Лига купу против Вест Бромвич албиона. У Премијер лиги је дебитовао против Норича када је такође сачувао своју мрежу. Након неколико утакмица на којима се истакао потиснуо је Бернда Лена из тима. Посебно се истакао на утакмици против Лестера када је одбранио слободан ударац Џејмса Медисона што су многи описали сјајним потезом и одбраном.

## Репрезентативна каријера
Играо је за млађе селекције Енглеске од 18 до 21 године. Пошто се Дин Хендерсон повредио током ЕП 2020. Рамсдејл је позван као његова замена. За репрезентацију Енглеске дебитовао је против Сан Марина 15. новембра 2021.

## Трофеји
Арсенал
- ФА Комјунити шилд: 2023.